# Stuart Little, kisegér 2.
A Stuart Little, kisegér 2. (eredeti cím: Stuart Little 2) 2002-ben bemutatott amerikai vegyes technikájú film, amelyet valós díszletekkel élőszereplős, és 3D-s számítógépes animációs jelenetekkel ötvözve hoztak létre. Immár az 1999-ben bemutatott Stuart Little, kisegér című mozifilm folytatása. A filmet ezúttal is az első részt jegyző Rob Minkoff rendezte, a történet pedig, az első filmhez hasonlóan E. B. White világhírű regényén alapszik. Az animációs játékfilm producerei Douglas Wick és Lucy Fisher. A forgatókönyvet Bruce Joel Rubin írta, a zenéjét Alan Silvestri szerezte. A mozifilm a Red Wagon Productions és a Franklin/Waterman Productions gyártásában készült, a Columbia Pictures forgalmazásában jelent meg. Műfaja kalandos filmvígjáték. Az első film főszereplői egytől egyik visszatérnek, úgy mint Geena Davis, Hugh Laurie, Jonathan Lipnicki, illetve Michael J. Fox, Stuart Little eredeti hangjaként. Új szereplőként tűnik fel a filmben, Melanie Griffith hangján Margalo, az eredeti mű másodlagos főszereplője és egy új negatív főszereplő, Sólyom, melyet James Woods szólaltat meg.
A film országos bemutatója 2002. július 19-én volt, a Columbia Pictures forgalmazásában, és BAFTA-díjra jelölték, valamint egy különdíjat is elnyert a „Legjobb vizuális effektek” kategóriában. Magyarországon 2002. augusztus 29-én volt a premierje, az Intercom forgalmazásában. A filmet 2005-ben egy újabb folytatás követte, Stuart Little, kisegér 3. – A vadon hívása címmel, amelyet már nem mutattak be a mozikban, csak DVD-n adták ki, és a televízióban vetítették le, valamint már nem voltak benne valós díszletek készült élőszereplős jelenetek, csak tisztán 2D-s számítógépes animációs jelenetekkel készült.

## Cselekmény
Három évvel az első film eseményei után Stuart Little immár boldogan éli életét a Little család tagjaként, ám valami hiányzik az életéből: egy (méretben is) hozzá illő barát. Egy nap aztán a véletlen úgy hozza, hogy amikor hazafelé tart az iskolából tűzpiros sportkocsiján, egyszer csak bepottyan mellé egy kicsit zilált, ám roppant kedves kis kanárimadár, Margalo, aki egy sólyom elől menekül. Mivel a kanári kisebb sérüléseket is szenvedett, Little-ék elhatározzák, hogy befogadják, és ápolják a kismadarat. Stuart szoros barátságot köt a kanárilánnyal, egy idő után bele is szeret, és Margalo is kezdi úgy érezni, hogy Little-ék között igazi családra lelt. Arról azonban a család mit sem tud, hogy Margalo valójában a Sólyom pártfogoltja, amely azzal bízta őt meg, hogy ékszereket lopjon neki.

## Szereplők
- Stuart Little: A Little család tagja.
- Margalo: Az elbűvölő sárga kanárilány.
- Mrs. Eleanor Little: Stuart édesanyja, Mr. Little felesége.
- Mr. Fredrick Little: Stuart adoptált édesapja, a Little család feje.
- George Little: Stuart bátyja, Little-ék fia.
- Martha Little: Stuart és George húga, Little-ék lánya, aki nemrég született, már 5 éve, a film végén megszólalt, első szava: „Pápá masszázs” („Pápá madár” helyett).
- Hómancs: A Little család elkényeztetett, szarkasztikus házimacskája.
- Monty: Kóbor macska, Hómancs barátja, aki nagyszájú és ingyenélő.
- Sólyom: A gonosz szürke sólyom, aki a toronyház tetején lakik.
- Will: George és Stuart fekete barátja.

## Szereposztás
| Szereplő                                        | Eredeti hang                    | Magyar hang        |
| ----------------------------------------------- | ------------------------------- | ------------------ |
| Stuart Little                                   | Michael J. Fox                  | Rudolf Péter       |
| Margalo                                         | Melanie Griffith                | Básti Juli         |
| Hómancs                                         | Nathan Lane                     | Vincze Gábor Péter |
| Sólyom                                          | James Woods                     | Balázsi Gyula      |
| Monty                                           | Steve Zahn                      | Görög László       |
| Szereplő                                        | Színész                         | Magyar hang        |
| Mrs. Eleanor Little                             | Geena Davis                     | Kovács Nóra        |
| Mr. Fredrick Little                             | Hugh Laurie                     | Rosta Sándor       |
| George Little                                   | Jonathan Lipnicki               | Baradlay Viktor    |
| Martha Little első szava                        | Anna & Ashley Hoelck            | Szilasi Blanka     |
| Will                                            | Marc John Jefferies             | Baráth István      |
| Wallace                                         | Angelo Massagli                 | Berkes Bence       |
| Fociedző                                        | Jim Doughan                     | Pálfai Péter       |
| Vízvezeték-szerelő                              | Brad Garrett                    | Papucsek Vilmos    |
| Bíró                                            | Conan McCarty                   | Kossuth Gábor      |
| Will anyja                                      | Amelia Marshall                 | Koffler Gizi       |
| Taxis                                           | Ronobir Lahiri                  | Rudas István       |
| Irwin                                           | Kevin Olson                     | Lugosi Dániel      |
| Tanárnő                                         | Maria Bamford                   | N/A                |
| Kid                                             | Dyllan Christopher              | N/A                |
| Tony                                            | Bobby Walsh                     | N/A                |
| Mark                                            | Michael C. Fuchs                | N/A                |
| Chef                                            | Raymond Ma                      | N/A                |
| Diák                                            | Daniel Hansen                   | N/A                |
| Katolikus apáca a parkban                       | Connie Roderick                 | nem szólalnak meg  |
| Lufis férfi                                     | David Tabatsky                  | nem szólalnak meg  |
| Nézők                                           | Frank Aquilino Salvatore Pate   | nem szólalnak meg  |
| John 'Scottie' Ferguson (Szédülés című filmben) | James Stewart (archív felvétel) | Kristóf Tibor      |
| Madeleine Elster (Szédülés című filmben)        | Kim Novak (archív felvétel)     | Riha Zsófi         |

## Televíziós megjelenések
- HBO, HBO Comedy, HBO 2, RTL Klub (korábban), Digi Film
- TV2, Film+, Cool, Super TV2, RTL II, RTL+, RTL Klub (később), Viasat Film